# Charles Vélez
Charles Ariel Vélez Plaza (n. Guayaquil, Ecuador; 26 de diciembre de 1992) es un futbolista ecuatoriano. Juega de centrocampista y su equipo actual es El Nacional de la  Serie A de Ecuador.

## Trayectoria
Realizó las inferiores en Liga de Guayaquil y en la Academia Alfaro Moreno. En 2010 jugó para Macará, donde debutó profesionalmente el 27 de noviembre. Posteriormente, militó en Pelileo, Bolívar y Deportivo Puyo.
En 2016 fichó por Técnico Universitario, que disputaba la Serie B de Ecuador, equipo con el que obtuvo el ascenso a la Serie A en la temporada siguiente, tras proclamarse campeón del torneo. En 2018 disputó los 44 partidos de la Serie A ecuatoriana y anotó cinco goles.
El 28 de agosto de 2019 anotó un gol en el partido de ida de los cuartos de final de la Copa Ecuador contra Emelec, poniendo en ventaja a Técnico Universitario por 1-0; sin embargo, en el partido de vuelta su equipo fue eliminado tras perder 2-0 (2-1 en el global). En la penúltima fecha de la Serie A, anotó un gol ante Barcelona SC que ayudó a evitar el descenso de Técnico Universitario; sin embargo, no fue convocado para la siguiente temporada, jugando su último partido por la fecha 30 frente a Aucas.
Tras finalizar su vínculo con Técnico Universitario, se especuló sobre un posible fichaje por Emelec, información que fue desmentida por el club.
El 26 de diciembre de 2019 se unió a Delfín como refuerzo para la temporada 2020. Durante su permanencia en el club disputó 82 partidos y anotó cuatro goles. Fue subcampeón de la Supercopa de Ecuador en 2020 y participó en la Copa Libertadores de ese año, donde Delfín alcanzó los octavos de final.
En noviembre de 2020 fue sancionado con cuatro partidos de suspensión por realizar gestos inapropiados antes de un encuentro contra Liga de Portoviejo. Vélez se disculpó y aclaró que el gesto fue una broma con un amigo, pero la Liga Profesional de Ecuador mantuvo la sanción.
El 27 de noviembre de 2022 fue confirmado como nuevo jugador de Mushuc Runa.

## Estadísticas

### Clubes
Actualizado al último partido disputado el 15 de agosto de 2025.
| Club                             | Temporada     | Liga  | Liga  | Copas nacionales | Copas nacionales | Copas internacionales | Copas internacionales | Total | Total |
| Club                             | Temporada     | Part. | Goles | Part.            | Goles            | Part.                 | Goles                 | Part. | Goles |
| -------------------------------- | ------------- | ----- | ----- | ---------------- | ---------------- | --------------------- | --------------------- | ----- | ----- |
| Academia Alfaro Moreno · Ecuador | 2009          | 1     | 0     | -                | -                | -                     | -                     | 1     | 0     |
| Macará · Ecuador                 | 2010          | 9     | 0     | -                | -                | -                     | -                     | 9     | 0     |
| Macará · Ecuador                 | 2011          | 5     | 0     | -                | -                | -                     | -                     | 5     | 0     |
| Macará · Ecuador                 | 2012          | 0     | 0     | -                | -                | -                     | -                     | 0     | 0     |
| Macará · Ecuador                 | Total club    | 14    | 0     | 0                | 0                | 0                     | 0                     | 14    | 0     |
| Academia Alfaro Moreno · Ecuador | 2013          | 24    | 1     | -                | -                | -                     | -                     | 24    | 1     |
| Academia Alfaro Moreno · Ecuador | Total club    | 25    | 1     | 0                | 0                | 0                     | 0                     | 25    | 1     |
| Pelileo S. C. · Ecuador          | 2014          | 24    | 6     | -                | -                | -                     | -                     | 24    | 6     |
| Pelileo S. C. · Ecuador          | Total club    | 24    | 6     | 0                | 0                | 0                     | 0                     | 24    | 6     |
| Bolívar · Ecuador                | 2015          | 1     | 0     | -                | -                | -                     | -                     | 1     | 0     |
| Bolívar · Ecuador                | Total club    | 1     | 0     | 0                | 0                | 0                     | 0                     | 1     | 0     |
| Deportivo Puyo · Ecuador         | 2015          | 21    | 2     | -                | -                | -                     | -                     | 21    | 2     |
| Deportivo Puyo · Ecuador         | Total club    | 21    | 2     | 0                | 0                | 0                     | 0                     | 21    | 2     |
| Técnico Universitario · Ecuador  | 2016          | 34    | 2     | -                | -                | -                     | -                     | 34    | 2     |
| Técnico Universitario · Ecuador  | 2017          | 40    | 0     | -                | -                | -                     | -                     | 40    | 0     |
| Técnico Universitario · Ecuador  | 2018          | 44    | 5     | -                | -                | -                     | -                     | 44    | 5     |
| Técnico Universitario · Ecuador  | 2019          | 25    | 7     | 5                | 2                | -                     | -                     | 30    | 9     |
| Técnico Universitario · Ecuador  | Total club    | 143   | 14    | 5                | 2                | 0                     | 0                     | 148   | 16    |
| Delfín S. C. · Ecuador           | 2020          | 25    | 1     | 0                | 0                | 6                     | 0                     | 31    | 1     |
| Delfín S. C. · Ecuador           | 2021          | 18    | 0     | 1                | 0                | 0                     | 0                     | 19    | 0     |
| Delfín S. C. · Ecuador           | 2022          | 27    | 2     | 3                | 1                | 2                     | 0                     | 32    | 3     |
| Delfín S. C. · Ecuador           | Total club    | 70    | 3     | 4                | 1                | 8                     | 0                     | 82    | 4     |
| Mushuc Runa · Ecuador            | 2023          | 26    | 1     | 0                | 0                | -                     | -                     | 26    | 1     |
| Mushuc Runa · Ecuador            | 2024          | 1     | 0     | 0                | 0                | -                     | -                     | 1     | 0     |
| Mushuc Runa · Ecuador            | Total club    | 27    | 1     | 0                | 0                | 0                     | 0                     | 27    | 1     |
| El Nacional · Ecuador            | 2024          | 23    | 1     | 5                | 0                | -                     | -                     | 28    | 1     |
| El Nacional · Ecuador            | 2025          | 21    | 0     | 2                | 0                | 3                     | 0                     | 26    | 0     |
| El Nacional · Ecuador            | Total club    | 44    | 1     | 7                | 0                | 3                     | 0                     | 54    | 1     |
| Total carrera                    | Total carrera | 369   | 28    | 16               | 3                | 11                    | 0                     | 396   | 31    |
| 1. 2.                            |               |       |       |                  |                  |                       |                       |       |       |

## Palmarés

### Campeonatos nacionales
| Título             | Club                  | País    | Año  |
| ------------------ | --------------------- | ------- | ---- |
| Serie B de Ecuador | Técnico Universitario | Ecuador | 2017 |
| Copa Ecuador       | El Nacional           | Ecuador | 2024 |